# Fliedner Fachhochschule Düsseldorf
Die Fliedner Fachhochschule Düsseldorf (FFH) ist eine private, staatlich anerkannte Fachhochschule in Düsseldorf-Kaiserswerth und wurzelt in der Bildungstradition der Kaiserswerther Diakonie. Ihr Name erinnert an den Gründer der Kaiserswerther Diakonie, der ersten Diakonissenanstalt in Deutschland, Theodor Fliedner.
Die FFH lehrt in den Fachgebieten Gesundheits- und Pflegewissenschaft, Funktionsbereiche der Gesundheitsversorgung, Bildung und Erziehung sowie Soziale Arbeit und bildet für Funktionen in Management, Beratung, Lehre und akademische Fachpraxis aus.

## Fächer und Studiengänge
Die Hochschule bietet Bachelor- und Master-Studiengänge in Voll- und Teilzeit sowie im Bereich der Pflege in Kooperation mit Krankenhäusern der Region als Dualen Studiengang an. Alle Studiengänge sind von der Akkreditierungsagentur für Studiengänge im Bereich Gesundheit und Soziales anerkannt.
Bachelor-Studiengänge:
- Bachelor of Arts Kindheitspädagogik (Voll- und Teilzeit, dual)
- Bachelor of Science Physician Assistance (Vollzeit); seit Sommersemester 2022, vorher: Medizinische Assistenz – Chirurgie
- Bachelor of Arts Pflege und Gesundheit (Vollzeit)
- Bachelor of Arts Soziale Arbeit (Voll- und Teilzeit, dual)
- Bachelor of Arts Pädagogik für den Rettungsdienst (berufsbegleitend)
- Bachelor of Arts Pflegemanagement und Organisationswissen (berufsbegleitend)
- Bachelor of Arts Pflegepädagogik (berufsbegleitend)
- Bachelor of Science Medizinisches Informationsmanagement (dual)
- Bachelor of Science Hebammenkunde (dual)

Master-Studiengänge:
- Master of Arts Berufspädagogik Pflege und Gesundheit (berufsbegleitend)
- Master of Arts Soziale Arbeit mit Schwerpunkt Kinder- und Jugendhilfe (berufsbegleitend)
- Master of Arts Kultur – Bildung – Teilhabe. Kunst & Pädagogik in der frühen Kindheit (berufsbegleitend)
- Master of Science Versorgungsforschung und Management im Gesundheitswesen (berufsbegleitend)
- Master of Science Physician Assistant (berufsbegleitend)
- Master of Business Administration im Sozial- und Gesundheitswesen (berufsbegleitend)

## Organisation
Das Rektorat besteht aus dem Rektor Ralf Evers, dem Interimskanzler Uwe Schmack und den drei Prorektorinnen Susanne Kroehnert-Othman, Silke Kuske und Ute Belz.
Die Hochschule wird von einem siebenköpfigen Hochschulrat begleitet:
- Thomas Ludwig, Vorsitzender des Hochschulrats (Geschäftsführer Lindsay Goldberg Vogel GmbH Düsseldorf)
- Georg Kulenkampff, stellvertretender Vorsitzender des Hochschulrats (Kuratoriumsvorsitzender der Kaiserswerther Diakonie)
- Ulf Pallme König (Universitätskanzler a. D., Rechtsanwalt)
- Katja Pustowka (Verwaltungsdirektorin der in der Zentralen Hochschulverwaltung der RWTH Aachen)
- Heinz Schumacher (u. a. langjähriger Vorstandsvorsitzender Stiftung Prosper-Hospital, Recklinghausen, Rechtsanwalt)
- Holger Stiller (Vorstand der Kaiserswerther Diakonie)
- Andrea Trenner (Ordensoberin im Johanniterorden und Vorstandsvorsitzende der Johanniter-Schwesternschaft e. V.)

Der Senat bildet sich aus folgenden Mitgliedern:
- Christoph Hohage (Vorsitzender)
- Bärbel Wesselborg (Stellvertretung)
- Ralf Evers (Rektor)
- Sonja Damen
- Hans Peter Heistermann
- Karin Krey
- Susanne Kröhnert-Othman (Prorektorin Bereich Lehre & Studium)
- Nadine Madeira Firmino
- Wolfgang Pasch (Vertreter des wissenschaftlichen Mittelbaus)
- Varinija Holtschmidt (Vertreterin der nicht-wissenschaftlichen Mitarbeitenden)
- Paulina Berstermann (Vertreterin der Studierenden)

## Bauliche Ausstattung
Die FFH bezog zum Wintersemester 2012/2013 ein historisches Gebäude auf dem Kaiserswerther Diakoniegelände, das für die Zwecke der Fachhochschule umfangreich renoviert und zum Wintersemester 2013/2014 durch einen modernen Erweiterungsbau ergänzt wurde. Im Neubau befinden sich neben den großen Hörsälen auch die Bibliothek, die Verwaltung mit Prüfungsamt, Studierendensekretariat, Rektorat, Hausservice und IT sowie Räume für die Studierenden. Mit Beginn des Wintersemesters 2020/2021 wurde durch die Einbeziehung des denkmalgeschützten Luise-Fliedner-Hauses das Flächenangebot um 1700 Quadratmeter erhöht. Das Haus wurde für vier Millionen Euro umgebaut und erhielt dabei u. a. ein neues gläsernes Treppenhaus mit Aufzug. Im Dachgeschoss des Hauses befindet sich der Luise-Fliedner-Saal.